# Kanton Barenton
Kanton Barenton (francouzsky Canton de Barenton) byl francouzský kanton v departementu Manche v regionu Dolní Normandie. Tvořily ho čtyři obce. Zrušen byl po reformě kantonů 2014.

## Obce kantonu
- Barenton
- Ger
- Saint-Cyr-du-Bailleul
- Saint-Georges-de-Rouelley